# La Blessure qui sauve
Pour plus de détails, voir Fiche technique et Distribution.
La Blessure qui sauve (titre original : The Hidden Pearls) est un film muet américain de George Melford, sorti en 1918.
Produit par Adolph Zukor et Jesse Lasky et distribué par Famous Players–Lasky et Paramount Pictures, le film a été tourné à Hawaï.

## Fiche technique
- Titre original : The Hidden Pearls
- Réalisation : George Melford
- Scénario : Beulah Marie Dix
- Direction artistique : Wilfred Buckland
- Photographie : Paul Perry
- Production : Jesse L. Lasky
- Société de production : Jesse L. Lasky Feature Play Company
- Société de distribution : Famous Players-Lasky Corporation
- Pays de production :  États-Unis
- Langue : anglais
- Format : Noir et blanc - 35 mm - 1,33:1 -  Muet
- Genre : drame
- Durée : 50 minutes
- Date de sortie : 
  - États-Unis : 18 février 1918

## Distribution
- Sessue Hayakawa : Tom Garvin
- Margaret Loomis : Tahona
- Florence Vidor : Enid Benton
- Theodore Roberts : John Garvin
- James Cruze : Koro Leon
- Noah Beery : Teariki
- Clarence Geldart : Capitaine A. Todd
- Jack Holt : Robert Garvin
- Gustav von Seyffertitz : Sénateur Joseph Benton
- Henry F. Woodward : Insigne Brooks
- John Burton : rôle indéterminé

## Conservation
La seule copie connue de The Hidden Pearls est conservée aux Archives françaises du film au Fort de Bois-d'Arcy.